# Fédération autonomiste
La Fédération autonomiste est un ancien mouvement politique autonomiste et centriste italien, présent en Vallée d'Aoste.

## Histoire
Aux élections régionales de 2003, la Fédération se présente ensemble avec Stella Alpina, en obtenant 19,8 % des voix, mais cette coalition s’est dissoute par la suite.
Aux élections générales italiennes de 2006, elle s’allie avec l’Union valdôtaine et Stella Alpina pour former la coalition Vallée d’Aoste Autonomie Progrès Fédéralisme, qui subit une défaite de la part de la coalition de gauche Autonomie Liberté Démocratie (formée par la Gauche valdôtaine, La Marguerite, Renouveau valdôtain, Vallée d'Aoste Vive et d’autres partis de centre gauche). Elle ne décroche ainsi aucun siège de député ou de sénateur.
Aux élections générales italiennes de 2008, la coalition Vallée d’Aoste autonomie progrès fédéralisme parvient à faire élire son candidat, Antonio Fosson, au siège de sénateur représentant la Vallée d'Aoste.
Aux élections régionales de 2008, la Fédération autonomiste fait élire 2 membres au Conseil régional et fait partie de la majorité au gouvernement régional.
La Fédération supporte l’activité de l’association Foyer valdôtain.
Lors des élections régionales de 2013, la Fédération perd ses deux conseillers régionaux et n'est plus représentée au Conseil de la Vallée. À la suite de cette défaite, Giorgio Lavoyer renonce à la direction du mouvement. En 2014, le mouvement rejoint une nouvelle formation Creare VdA qui elle-même fusionne un an plus tard avec l'Union valdôtaine.

## Résultats électoraux

### Élections au Conseil de la Vallée d'Aoste
| Année | Voix  | %    | Rang | Sièges |
| ----- | ----- | ---- | ---- | ------ |
| 1998  | 7 561 | 9,66 | 3e   | 4 / 35 |
| 2003  |       |      |      |        |
| 2008  | 4 536 | 6,17 | 6e   | 2 / 35 |
| 2013  | 1 572 | 2,18 | 8e   | 0 / 35 |